# ليوبولد فون هينينج
ليوبولد فون هينينج (بالألمانية: Leopold von Henning)‏ هو فيلسوف ألماني، ولد في 4 أكتوبر 1791 في غوتا في ألمانيا، وتوفي في 5 أكتوبر 1866 في برلين في ألمانيا.